# Ontdekking van het graf van Toetanchamon

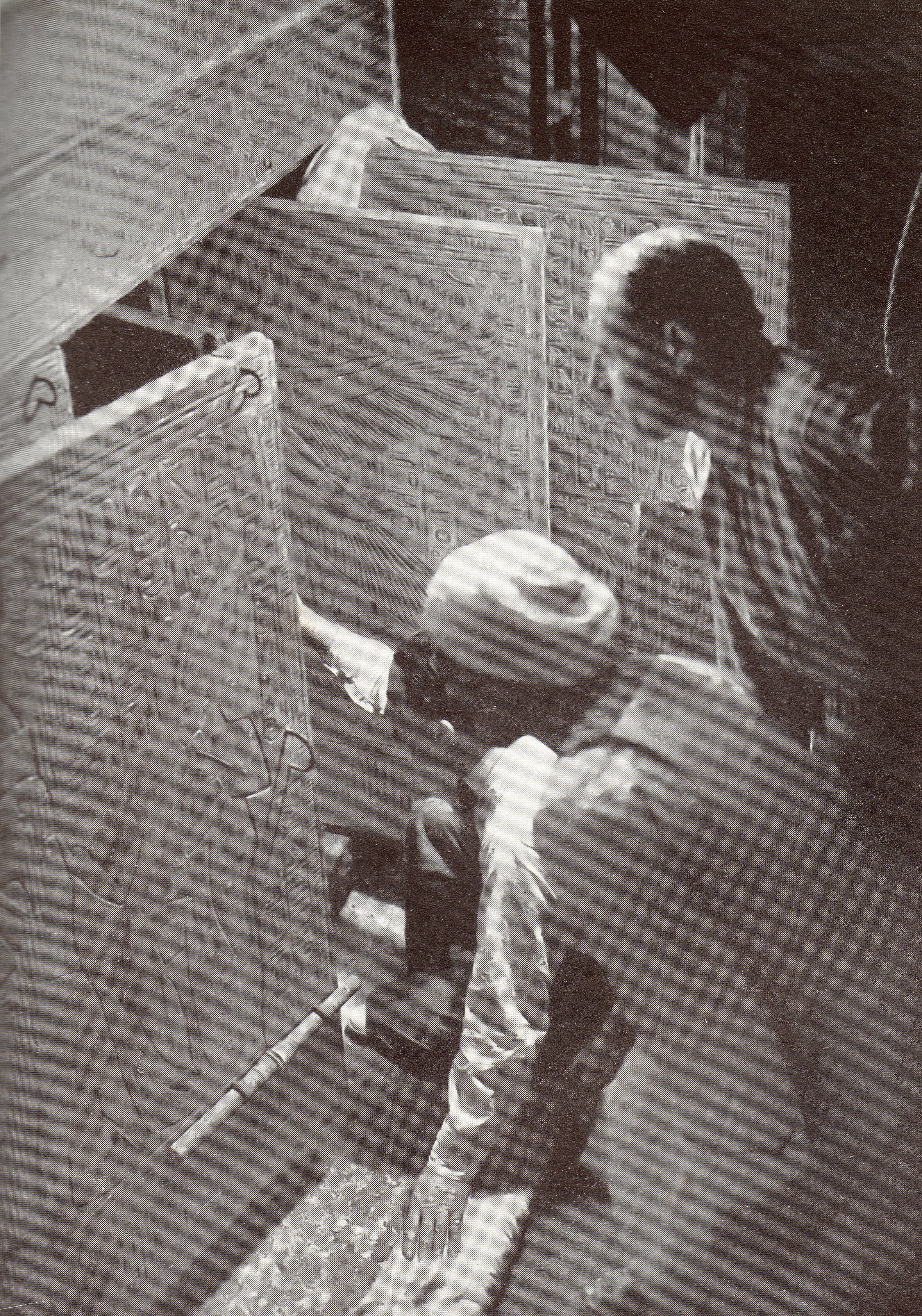
De grafkamer wordt geopend

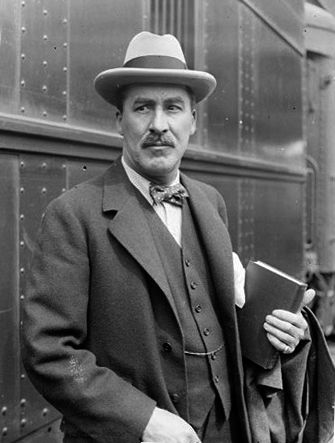
Howard Carter in 1924

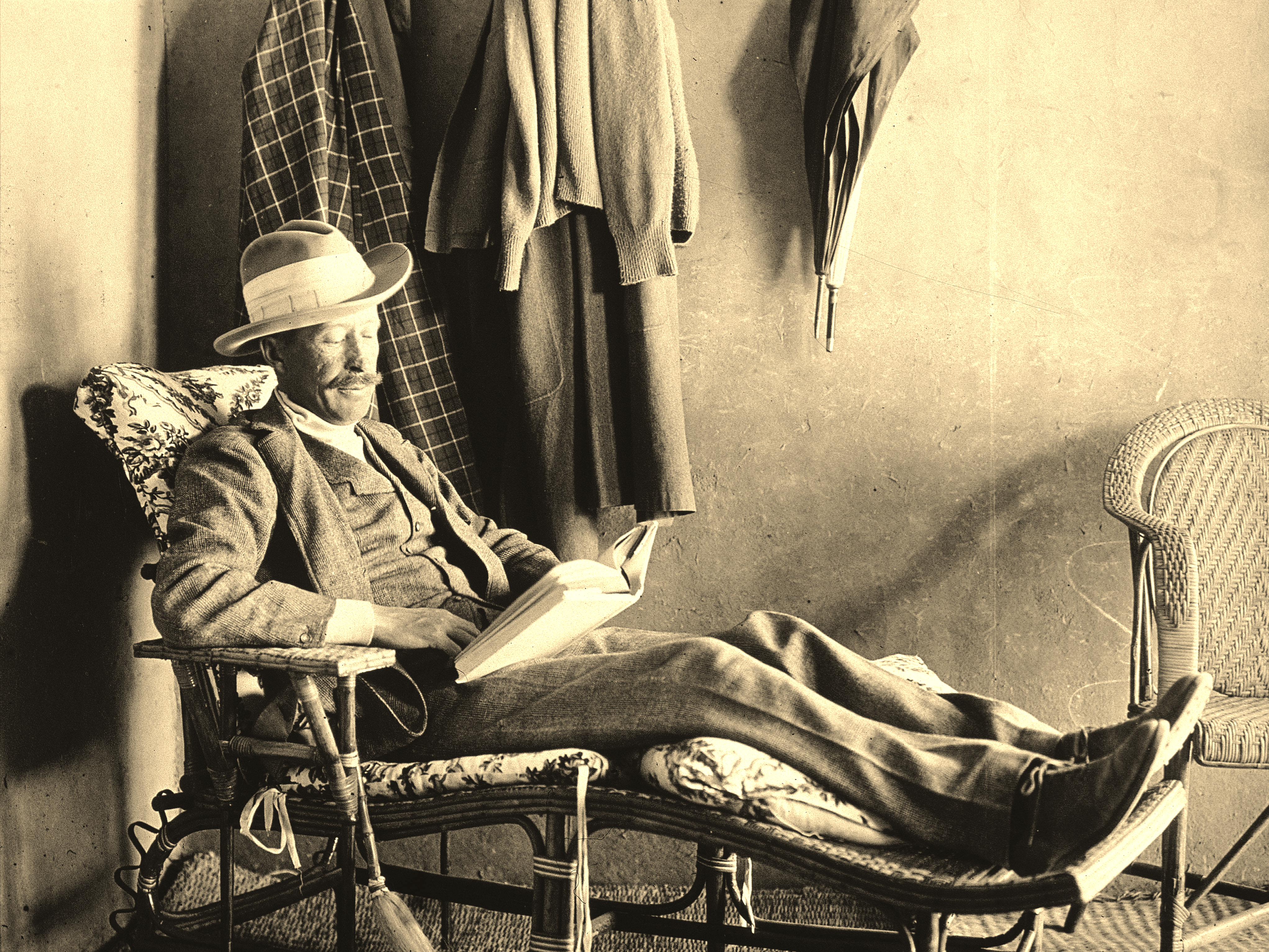
Lord Carnarvon

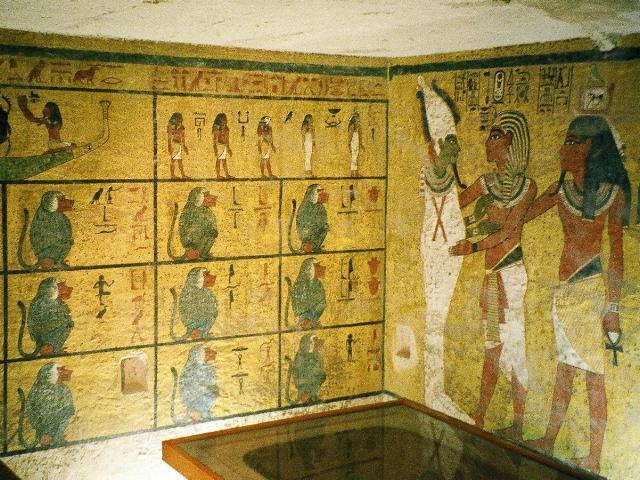
Beschilderde wanden in DK 62

De ontdekking van het graf van Toetanchamon was de opzienbarendste archeologische vondst van de vrijwel ongeschonden rustplaats van een oud Egyptische farao in de Vallei der Koningen op 4 november 1922 door Howard Carter.

## Stof
Nadat Vivant Denon in 1802 Voyage dans la basse et la haute Egypte publiceerde werden in de 19e eeuw diverse expedities ondernomen om schatten te vinden en naar Europa te slepen. Deze rooftochten, ondernomen door avonturiers en goudzoekers, berokkenden de archeologische wetenschap onnoemlijke schade. Op zoek naar glinsterend spul en imposante objecten werd er vernield, verwoest, gebroken en weggegooid. Zo werd de tombe van Seti I in 1817 ontdekt door Belzoni, een twee meter lange krachtpatser uit het circus, die in 1820 zijn opgravingsvaardigheden ongeveer als volgt omschrijft: "Verstikt door de dampen ging ik zitten, gelukkig ruik ik slecht maar het stof kwam wel in mijn mond en uitwasemingen van uitgedroogde doden smaken niet lekker. Ik was evenwel gaan rusten op de resten van een Egyptenaar die onder mijn gewicht inzakte als een schoenendoos. In een poging mijn evenwicht te bewaren greep ik blind om mij heen zodat ik op de grond terechtkwam in een wolk van stof en rommel. Ik had wel een kwartier nodig om bij te komen, ik kwam overeind en zocht verdwaasd de uitgang maar ik kon geen stap verzetten zonder hier en daar een mummie te vermorzelen...."
Pas rond 1850, onder invloed van de Fransman Mariette, werd begonnen met het systematisch verzamelen van oudheden en kwam een einde aan de plunderingen. In de jaren daarna werden de moderne archeologische methoden ontwikkeld zodat we aan het einde van de 19e eeuw, toen Toetanchamon nog onaangedaan onder de grond lag, kunnen spreken van een volwassen wetenschap.

## Zand
In 1899 werd de 25-jarige Howard Carter benoemd tot algemeen opzichter van de monumenten in Opper-Egypte en daarmee belast met het toezicht op de Vallei der Koningen. Carter was in 1891 als tekenaar naar Egypte getrokken en door William Flinders Petrie opgeleid tot archeoloog. In 1905 raakten de Egyptische bewakers van een opgraving in Sakkara slaags met een stel dronken Franse toeristen en de benevelde bezoekers beklaagden zich bij de Consul. Van Howard werden officiële verontschuldigingen geëist maar toen hij mordicus weigerde werd hij overgeplaatst naar het archeologische volstrekt oninteressante Tanta waarna hij opstapte. Hierdoor was hij genoodzaakt te leven van archeologische handel en de verkoop van schilderingen. In 1907 keerde zijn geluk echter toen hij werd geïntroduceerd bij de immens rijke George Edward Stanhope Molyneux Herbert, 5e graaf van Carnarvon. Carnarvon had ernstig letsel opgelopen bij een auto-ongeluk in 1901 en had daarom zijn fascinatie voor snelle voertuigen vervangen door een buitengewone aandacht voor het oude Egypte. In 1907 contracteerde hij Carter om leiding te geven aan de door hem gefinancierde opgravingen. Vele jaren werd er zinloos zand, puin en gruis geschoven dat zelfs met mijnkarretjes werd vervoerd.
In 1922 bleek Carters doorzettingsvermogen groter dan Carnarvons wil te blijven betalen. Vijftien jaar tevergeefs zand verplaatsen werd zelfs de vermogende graaf te gortig maar de inmiddels 48-jarige Howard wist de financier toch over te halen hem nog één seizoen verder te laten zwoegen.

## Puin

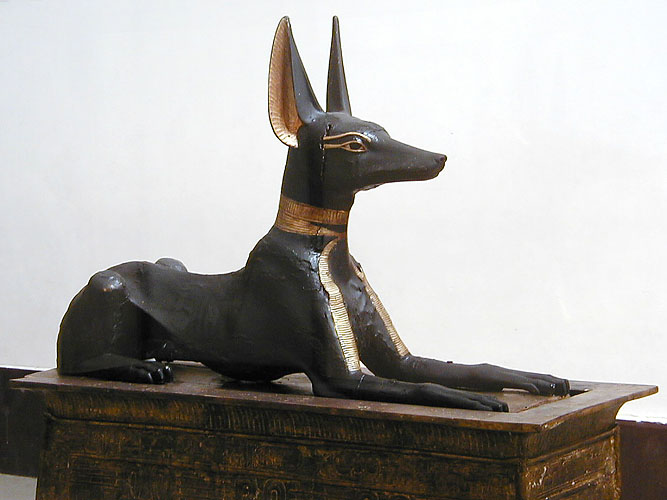
Anubis

In 1917 had Carter reeds gespeurd in een gebied tegenover het graf van Ramses VI maar hij was gestopt toen hij stootte op de resten van oude arbeidershutjes. Op 1 november 1922 wilde Howard dit stuk alsnog nader onderzoeken en hij begon daar opnieuw met delven. De overblijfselen van de krotjes waren bedekt met ongeveer 3 meter sediment dat zich in 3000 jaar had opgehoopt, een meter voor elk vergleden millennium. Al snel werden de vergane optrekjes weer blootgelegd doch nu groeven zij door. De volgende dag op 4 november 1922 om 10 uur in de ochtend troffen zij één meter dieper (dus op 4 meter vanaf het oppervlak) het begin van een zestientredige trap die leidde naar een gepleisterde muur met het teken van Toetanchamon.
Dat wist Howard toen nog niet, het was wel een type trap uit de 18e dynastie maar de relatief kleine opening van 4 bij 1 meter 60 wees niet op het graf van een farao en het teken was nog bedekt. Op 5 november zag hij Anubis op de muur, maakte een opening van 35 bij 15 cm en scheen met zijn zaklantaarn naar binnen: stenen en puin blokkeerden de toegang. De speurder wist nu dat niemand hem voor was geweest en de afbeelding van Anubis wees er bovendien op dat achter het pleister iets bijzonders lag.
De Engelsman liet de opgraving direct met zand vullen, zette er een bewaker bij en telegrafeerde naar de 5e graaf: "eindelijk in de Vallei een schitterende en intacte tombe gevonden die ik veilig heb gesteld voor uw komst, gefeliciteerd." Ruim 3 weken zou Carter de spanning moeten verbijten in afwachting van zijn geldverstrekker.
Eindelijk op vrijdag 24 november 1922 gingen Carter en Carnarvon naar beneden en toen zij onderaan de muur het onbeschadigde zegel van de jong gestorven koning tegen- kwamen, beseften zij dat hun ambitie was beloond.

## Goud
Op de 25e werd de uit ruwe stenen opgetrokken muur afgebroken en het puin erachter verwijderd. Een naar beneden lopende gang van negen meter leidde naar een deur met alweer, nu iets vager, de verzegeling van de farao. Koortsachtig werden de laatste brokstukken opgeruimd zodat alleen nog de gesloten deur resteerde. Linksboven maakten zij een kleine kier waardoor een kaars werd gestoken om op die manier mogelijk giftige dampen aan te tonen, maar het vlammetje flakkerde slechts door de uitstromende warme lucht.
Ebbenhouten koningsbeelden, vreemd gevormd vergulde bankjes met leeuwenkoppen en met het hoofd van Hathor, betoverende juwelendoosjes, vazen van albast, sierlijk bewerkte stoelen, strijdwagens, er kwam geen eind aan de lijst van opgeslagen spullen. De hoeveelheid was zo overweldigend dat de archeologen bijna 3 maanden nodig hadden om alles te catalogiseren, fotograferen en rubriceren voordat zij eindelijk op 16 februari 1923 toekwamen aan de eigenlijke grafkamer met de gouden sarcofaag.
Het verhaal kent nog één dramatisch hoogtepunt toen Carnarvon zes weken later op 5 april 1923 zijn bijdrage leverde aan de mythe van de vloek van de farao door onverwachts te overlijden aan de gevolgen van een ontstoken muggenbeet. Carter daarentegen zou nog 16 jaar genieten van zijn status als grootste archeoloog van de 20e eeuw.